# Клиджян, Иосиф Николаевич
Иосиф Николаевич Клиджян (театральный псевдоним — Сос Сосян) (арм. Սոս Սոսյան; 27 января 1928, Тифлис — 2 января 2008, Тбилиси) — армянский, грузинский и советский актёр театра и кино. Народный артист Грузинской ССР (1984).

## Биография
Свою актерскую карьеру начал в Тбилиси. Долгое время до самой смерти играл на сцене Тбилисского государственного армянского драматического театра имени Петра Адамяна.
Похоронен в Пантеоне Ходживанка в Тбилиси.

## Избранные театральные работы
- «Пепо» Г. Сундукяна,
- «Ара Прекрасный» Наири Зарьяна,
- «Аршак Второй» Тиграна Чухаджяна,
- «Мученичество Шушаник»
- «Деревья умирают стоя» Алехандро Касона.

## Избранная фильмография
- 1955 — Призраки покидают вершины — Арташес Малян
- 1955 — В поисках адресата — Рубен Саркисян

## Награды
- Орден Чести (Грузия) (1992)
- Заслуженный артист Грузинской ССР (1982)
- Народный артист Грузинской ССР (1984).